# 金昌燮
金昌燮（韓語：김창섭，1946年1月2日—2020年6月9日），北韓政治人物及軍官，任職國家安全保衛部政治局局長、朝鮮勞動黨中央政治局候補委員及朝鮮人民軍上將。

## 生平
金昌燮出生於平安南道殷山郡，後於金日成高級黨校畢業。其後，他先後成為朝鮮勞動黨中央委員會的指導員、責任指導員以及副科長。之後，又出任國家安全保衛局的副部長和政治局局長。2003年，首度當選最高人民會議代議員。2009年成功連任。翌年，入選黨中央委員會的中央委員名單。2011年12月，最高領導人金正日離世，金昌燮被继承人金正恩列為治喪委員會的成員。在隨後的一年，他獲金正日勳章。2014年3月，第三度當選最高人民會議的代議員。

## 荣誉
- 共和国英雄（两次[3]）
- 金日成勋章
- 金正日勋章

## 資料來源
1. ↑  . 연합뉴스. 2020-06-10  [2020-06-11]. （原始内容存档于2020-06-11） （韩语）.
2. 1 2 3 4  .   [2014-04-08]. （原始内容存档于2014-04-08）.
3. ↑  . 劳动新闻. 2020-06-10  [2022-03-28]. （原始内容存档于2020-06-23）.